# 도미오카촌 (시즈오카현 슨토군)
도미오카촌(일본어: 富岡村)은 일본 시즈오카현의 동부, 슨토군에 속해있던 촌이다. 현재의 스소노시 북서쪽 끝, 스야마 지구에 해당되며, 1957년에 스소노정에 편입합병되었다.

## 역사
- 1889년 4월 1일 - 정촌제 시행에 의해 슨토군 도미오카촌이 성립하였다.
- 1957년 4월 1일 - 스야마촌과 함께 스소노정에 편입되었다.

## 교육기관
- 도미오카 촌립 도미오카 다이이치 초등학교
- 도미오카 촌립 도미오카 제2초등학교
- 도미오카 중학교
- 후지세이신 여자대학 초, 중, 고등학교

## 교통

### 철도
촌내에는 철도노선이 존재하지않는다.
고텐바선 이와나미역(촌 남부의 오하타, 모모조노는 하즈노역)이 가장 가깝다.

## 도로
현재는 구촌 지역에 국도 제호선 스소노 하이패스가 지나고 있고, 도메이 고속도로 스소노 나들목이 설치되어 신토메이 고속도로가 지나고 있지만, 당시에는 모두 미개통 상태였다. 

## 참고 문헌
- 裾野市史編さん専門委員会 編『裾野市史』第9巻 通史編2、裾野市、2000年3月。